# Sociální hnutí
Sociální hnutí je organizovaná kolektivní snaha o společenskou změnu nad rámec institucionalizovaných metod (jako jsou volby). Obecným cílem teorie sociálních hnutí je snaha o vysvětlení důvodů, proč dochází ke kolektivní akci, tedy k mobilizaci a protestu občanů. Teoretici zabývající se sociálními hnutími se snaží přijít na to, proč v některých zemích k mobilizaci občanů dochází a v jiných ne, zda je příčinou např. nastavení politických systémů nebo schopnost vůdců mobilizovat občany.

## Historie

### Předchůdci
Hobbes, Rousseau a Marx se jako jedni z prvních pokouší objasnit tajemství jednání kolektivních aktérů. Avšak počátky „moderních“ dějin teorie kolektivního jednání se pojí s analytikem davu Gustavem Le Bonem. Francouzský sociolog ve svých výzkumech čerpá z revolučních časů Francie a dochází k závěrům, že aristokracie, která do potenciálně destruktivního chování vnášela racionalitu, odchází a nastává čas davu, ve kterém jsou individuální chování, morální soudy a prožívání ovládány sugescí, která často vzniká působením vůdcovské osobnosti.

### Počátky
Po 1. světové válce, kdy se studium sociálních hnutí přesouvá do USA, z myšlenek Le Bona a pod vlivem Tarda vychází představitel Chicagské školy Robert Park, který stojí na počátku teorie, kterou dnes známe po názvem "teorie kolektivního chování" a pokládá tak základy racionálnímu pojetí kolektivního chování (iracionálním je Le Bonovo pojetí zmíněné výše). Na počátku 20. století na něj navazuje Blumer, který se věnuje problému kolektivní identity v práci Outline of Collective behavior. Od většiny ostatních předchůdců (zejména těch evropských), kteří připisovali kolektivnímu chování davový a iracionální charakter, vnesl do teorie nový prvek – tvořivost. Tvořivost byla základem Blumerova interakcionizmu, který naznačuje racionální přizpůsobení lidí proměnám jejich prostředí. Mezi další významné sociology sociálních hnutí patří Smelser, chápající kolektivní chování jako neinstitucionalizované v důsledku nestrukturované situace. Jako jeho nejdůležitější formy uvádí paniku, mánii, výbuch nepřátelství, normativně orientované hnutí a hodnotově orientované hnutí. Aby určil, které příčiny rozhodují o té či oné formě kolektivního chování, konstruuje model "přidané hodnoty" ("value-added" model). Teorie Blumera a Smelsera se pak vzájemně doplnily a vytvořily tak ucelenou teorii kolektivního chování. Teorie je vybudována na předpokladu, že chování člověka, který je součástí spontánně se tvořící skupiny, se liší od jeho chování individuálního.

### Počátky sociálního hnutí v Českých zemích
Jedno z komplexnějších děl, které si všímá tohoto tématu v Čechách a na Moravě je publikace Tomáše Josefa Jirouška: DĚJINY SOCIÁLNÍHO HNUTÍ v ZEMÍCH KORUNY ČESKÉ OD ROKU 1840 — 1900. Všímá si jednotlivých sjezdů a kongresů, které se věnovali právě otázkám sociálním, viz I. sjezd katolíků česko-slovanských konal se v Brně ve dnech 30., 31. července a 1. srpna 1894 ve velké dvoraně Besedního domu. Zde se postupně začali probírat sociální témata od takových autorů jakým byl například správce Arcibiskupských statků v Čechách i na Moravě Timotheus Nitče, který se věnoval otázce řemeslnické, nebo dp. Janiš,který se věnoval otázce nedělního klidu či dp. Vrba, který přednesl svůj příspěvek k otázce dělnické.

## Moderní pojetí
Po 2. světové válce vzniká teorie masové společnosti inspirující se v díle iracionalistů, zejména Le Bona a Ortegy y Gasseta, která ve velkém reaguje na zkušenosti s autoritativními a totalitními režimy. Od 50. Let probíhají v USA hnutí za občanská práva a v západní Evropě bylo možno vídat pochody organizované mírovým hnutím. Velice šokující však bylo hnutí 60. let, kde jako sociální aktéři působili studenti a profesoři. Problémem bylo, že dominující sociologické školy neuměly na fenomén sociálních hnutí odpovědět, protože studenty a učitele nebylo možné považovat za iracionálního společenského aktéra (vyhýbali se elitářství, nechtěli převzít politickou moc). Studentské hnutí uvedlo do pohybu hnutí starší (př. feministické, environmentální) a také dalo vzniknout novým hnutím (př. hnutí za práva homosexuálů). Na události této doby reaguje sociologie nejen změnou principů vysvětlujících kolektivní jednání, ale také terminologickými inovacemi, kdy do jejích textů začíná pronikat termín "sociální hnutí", který se objevoval vedle již zavedeného označení "kolektivní chování", aniž by byl řádně vysvětlen vztah obou významů. Velmi brzy se termín "sociální hnutí" stal označením tak rozmanitých forem jednání kolektivit, že dnes lze jen stěží odpovědět na otázku, co se pod tímto názvem vlastně skrývá, a tak tím je dnes označován téměř každý stabilnější komplex jednání menší nebo větší skupiny lidí.

## Typy sociálních hnutí
Rozlišujeme tři typy:
1. Stará sociální hnutí, kam patří odbory a agrární organizace; mezi jejich znaky patří hierarchická a formalizovaná organizační struktura, převládající orientace na vyjednávací strategie, úzký a instrumentální vztah k politickým institucím a elitám, materialistické požadavky a relativně široká individuální participace.
2. Nová sociální hnutí, kde nalézáme environmentální a lidsko-právní organizace; zabývají se kvalitou života, životního prostředí, postavení menšin, žen a jiných znevýhodněných skupin populace; nejde jim o prosazování ekonomických zájmů, ale o obranu skupinových identit.
3. Radikální sociální hnutí se dělí levicově a pravicově a staví se do opozice jak předchozích typů sociálních hnutí, tak politického systému obecně a otevřeně vyjadřují svou kritiku současného stavu a představy žádoucího uspořádání společnosti budoucnosti; protože překračují hranice přijatelnosti společnosti, nejsou tak schopni oslovit širokou veřejnost a sociální základnu a organizační zdroje mu poskytují specifické subkultury.[7]

## Smelserův model přidané hodnoty
Tento model přináší hierarchii podmínek, za nichž dochází ke kolektivnímu chování. Od podmínek méně specifikujících projevy kolektivního chování tak lze dojít až k podmínkám určujícím konkrétní formy chování kolektivit. Úrovně podmínek následují v tomto pořadí:
1. Strukturální přispívání, reprezentující zvláštnosti dané společnosti, které vytvářejí odlišné příležitosti a cesty k protestům.
2. Strukturální napětí, které představuje aktuální příčinu potíží lidí. Za nejdůležitější typy napětí považuje normativní vágnost, deprivaci, konflikt a diskrepanci.
3. Generalizovaná přesvědčení, což jsou přesvědčení o existenci zvláštních kategorií sil s univerzální působností, jako jsou například hrozby, spiknutí a podobně.
4. Urychlující faktory, jimiž jsou specifické podněty kolektivního chování.
5. Aktivity vůdců a komunikace, které vytvářejí podmínky pro řízení a koordinaci chování.
6. Působení sociální kontroly, tj. způsoby, jimiž na vznikající situace reagují etablované struktury.[8]